# Geschichte Mosambiks
Die Geschichte Mosambiks ist im engeren Sinn die Geschichte der 1975 gegründeten Republik Mosambik im südlichen Afrika mit vorangegangenem Befreiungskampf und nachfolgendem Bürgerkrieg sowie die Geschichte von mehr als 400 Jahren portugiesischer Einflussnahme und schließlich Kolonialisierung des Landes als Portugiesisch-Ostafrika. Die vorkoloniale Geschichte Mosambiks umfasst zudem 1500 Jahre unterschiedlicher Kulturen und Regionen mit jeweils eigener Entwicklung. Das Staatsgebiet von Mosambik hat eine Nord-Süd-Ausdehnung von etwa 2000 Kilometern und eine West-Ost-Ausdehnung zwischen 50 und 600 Kilometern. Diese Grenzen sind wie in den meisten afrikanischen Staaten als Ergebnis kolonialer Aufteilung ohne Rücksicht auf vorhandene natürliche Grenzen oder Kulturen entstanden. Neben verschiedenen frühen eisenzeitlichen Kulturen haben sich insbesondere Küstenregion und Inland recht verschieden entwickelt und waren unterschiedlichen Einflüssen ausgesetzt. Die Küstenregion war weitgehend in die arabisch-afrikanische Swahili-Kultur und ihr ausgedehntes Handelsgeflecht einbezogen, während weite Teile des Inlandes von der Zugehörigkeit zu größeren afrikanischen Reichen, insbesondere dem Reich von Munhumutapa, geprägt waren.

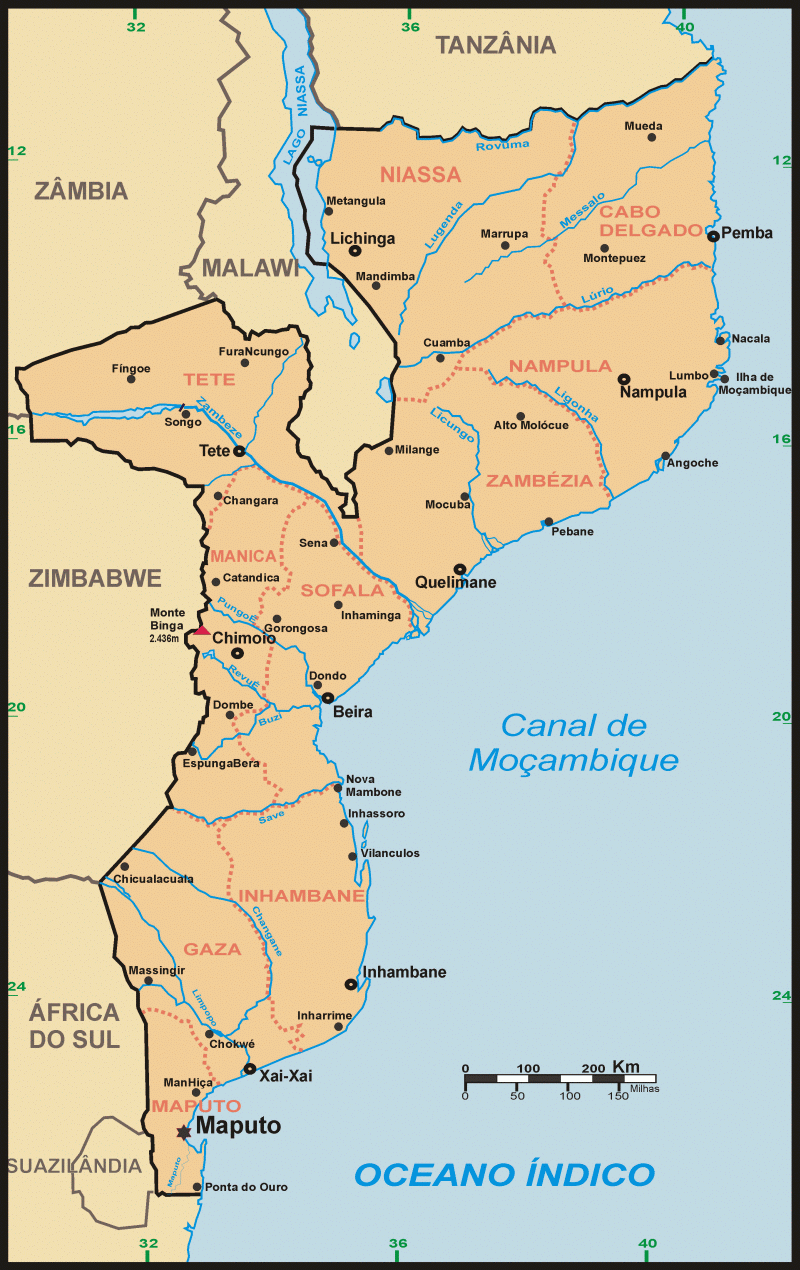
Karte von Mosambik

## Frühe Geschichte

### Eisenzeitliche Kulturen in Mosambik
Die ursprünglichen Bewohner Mosambiks waren die Jäger und Sammler der San („Buschleute“), die aber von einwandernden Bantuvölkern in mehreren Wellen vom 1. nachchristlichen Jahrhundert an verdrängt wurden. Diese Bantu waren Bauern, mit denen hier die Eisenzeit begann. In Mosambik sind an unterschiedlichen Orten über das Land verteilt eisenzeitliche Funde gemacht und wissenschaftlich untersucht worden.
Diese Funde datieren zwischen 200 und 1000. Die südlichste Fundstelle liegt in Matola nahe der Südgrenze zu Südafrika, unweit der eisenzeitlichen Handelsstadt Chibuene in der Provinz Inhambane; als Nampula-Tradition wird eine eisenzeitliche Keramik-Kultur in der gleichnamigen Provinz Nampula im Norden des Landes bezeichnet. Die Nkope-Kultur hingegen befand sich im Landesinneren, nahe dem Malawisee. Selbst hier, hunderte Kilometer von der Küste entfernt, weisen Funde von Glasperlen und anderem auf Handelsbeziehungen mit der Küste, also Orten wie zum Beispiel Chibuene, hin. Innerhalb des 1. Jahrtausends begannen an der Küste auch die Beziehungen zur ostafrikanischen Swahili-Kultur. Die früheste Erwähnung von Handelsbeziehungen zwischen dem Roten Meer und dem östlichen Afrika findet sich jedoch im sogenannten Periplus Maris Erythraei, einem Werk aus dem 1. Jahrhundert nach Christus, das einzelne Handelsrouten wie auch Häfen zwischen Rotem Meer und der ostafrikanischen Küste beschreibt.

### Die Küste Mosambiks als südlichster Ausläufer der Swahili-Kultur

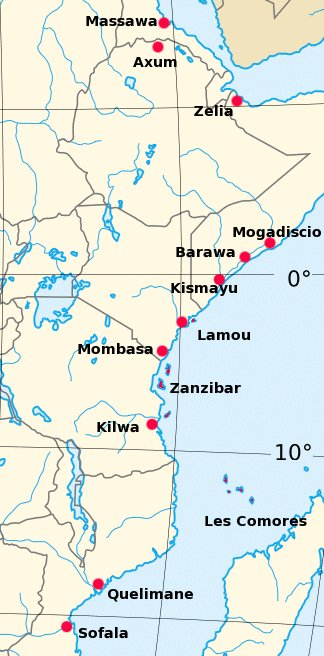
Swahili-Städte in Ostafrika

Als Swahili bezeichnet man eine islamische, städtisch geprägte, arabisch-afrikanische Mischkultur, deren Handelsaktivitäten die gesamte Küste Ostafrikas jahrhundertelang prägten. Ostafrika war über sie in ein Handelsnetz einbezogen, über das Waren und Ideen zwischen Indien, dem Persischen Golf und den Großreichen des Inneren Ostafrikas, wie etwa dem goldreichen Munhumutapa-Reich ausgetauscht wurden. Selbst chinesisches Porzellan hat man bei Ausgrabungen in Swahili-Küstenstädten gefunden. Etliche Küstenstädte Mosambiks sind Swahili-Gründungen (zum Beispiel Quelimane und Sofala). Die Küste Mosambiks bezeichnet damit den südlichsten Ausläufer dieses Handelsnetzes. Sofala im zentralen Mosambik war der südlichste afrikanische Hafen, der regelmäßig von arabischen Kaufleuten aus Oman angefahren wurde, das erwähnte Chibuene dagegen war der südlichste Küstenort, der überhaupt von diesem System erreicht wurde.
Zeitweise geriet der Norden Mosambiks unter die Herrschaft der mächtigen Stadt Kilwa im heutigen Tansania und war damit auch politisch in ein Swahili-Sultanat eingebunden.

### Das Landesinnere vor Ankunft der Portugiesen
Das Landesinnere dagegen stand in weiten Teilen unter dem Einfluss der Kultur von Simbabwe, also des Reiches von Munhumutapa. Das Zentrum dieses Reiches lag im heutigen Simbabwe, seine östlichen Provinzen umfassten aber die zentralen Teile des heutigen Mosambiks und reichten wohl nahezu bis an die Küste des Indischen Ozeans. Der Goldreichtum dieses Landes war der Hauptgrund für die Handelsaktivitäten arabischer und persischer Händler an der Südspitze Afrikas und für Stadtgründungen der Swahili in Mosambik.

## Mosambik zwischen dem 15. Jahrhundert und dem Unabhängigkeitskampf

### Portugiesische und niederländische Machtausdehnung bis 1800

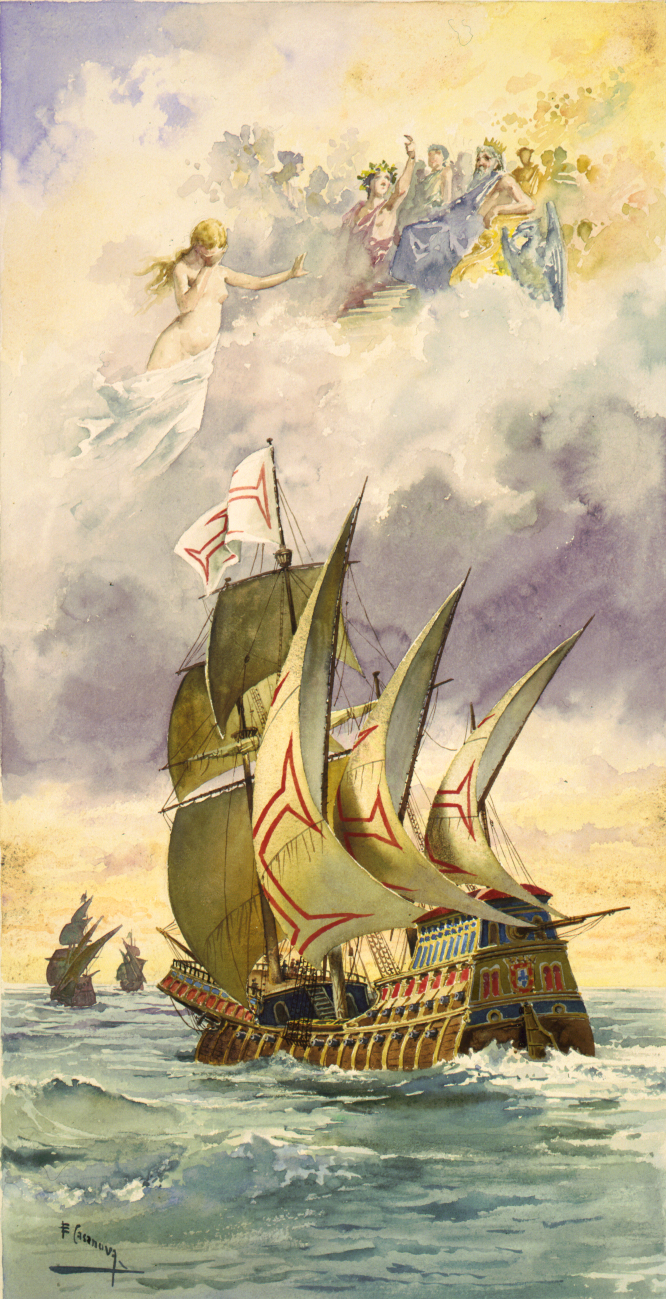
Künstlerische Darstellung des Schiffes von Vasco da Gama

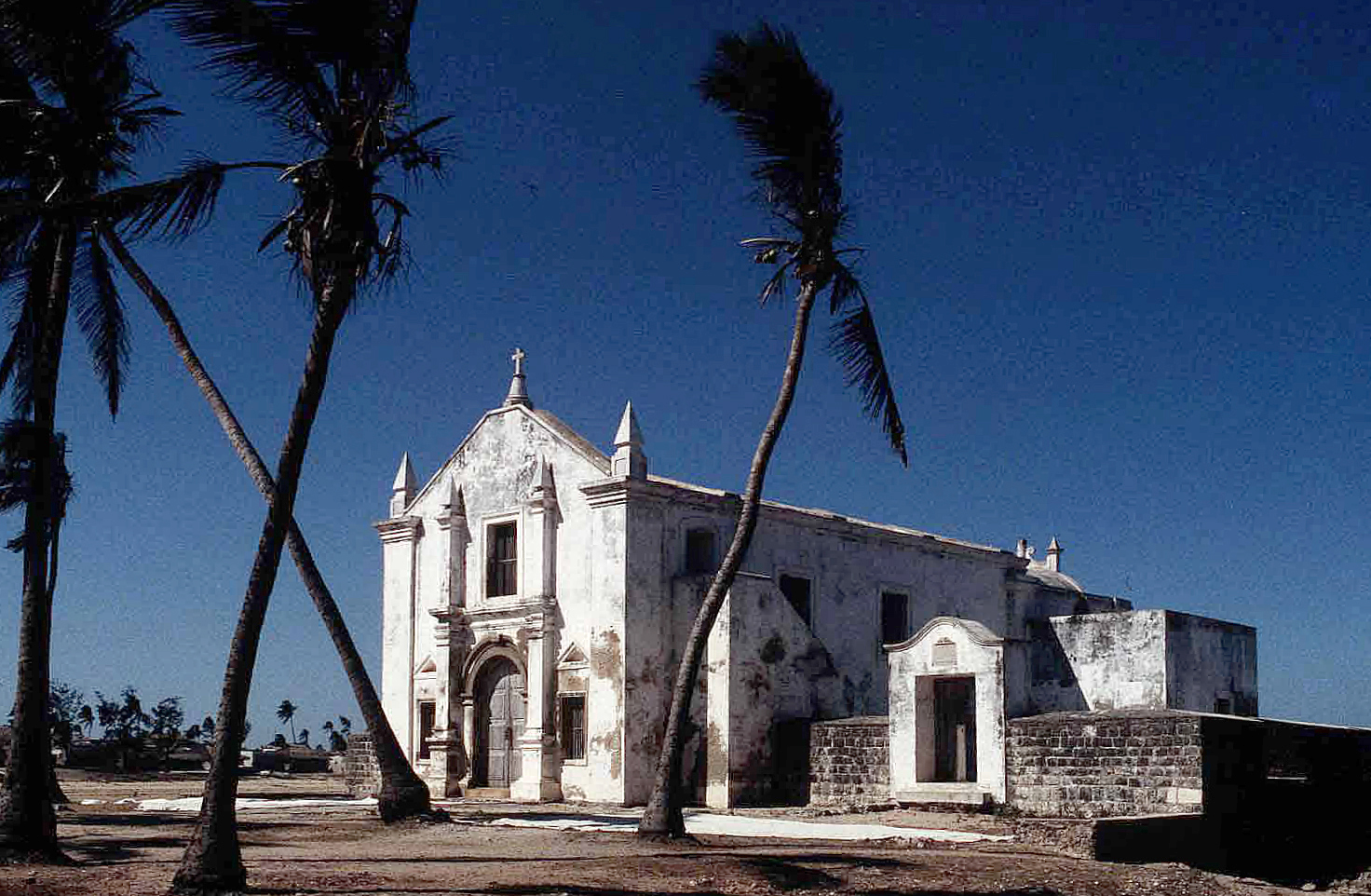
Alte portugiesische Kirche auf der Ilha de Mozambique

Als 1498 der portugiesische Seefahrer Vasco da Gama die Küste Mosambiks erreichte, traf er dort erstmals auf seinem Weg um Afrika auf eine islamisch geprägte, städtische Kultur mit Geldwirtschaft – und auf arabische und einheimische Konkurrenz. Er traf außerdem auf Seeleute, die Erfahrung mit Handelsreisen zu seinem Ziel Indien hatten. Den Portugiesen waren die politischen und wirtschaftlichen Verhältnisse in der Region nicht unbekannt, denn Pêro da Covilhã war es gelungen, dem portugiesischen König Johann II. einen Bericht seiner indischen und afrikanischen Reisen und seinen Beobachtungen des Gewürzhandels im indischen Calicut noch vor dem Auslaufen der Flotte Vasco da Gamas zukommen zu lassen. Mosambiks Küste war politisch in etliche Königreiche und Sultanate wie etwa das Sultanat von Angoche aufgeteilt. Auf einer kleinen Insel im Norden traf da Gama auf den dortigen Scheich Moussa Ben Mbiki, der für die Portugiesen zum Namensgeber der Insel wurde – Ilha de Moçambique – von der sich wiederum der Name des heutigen Mosambik ableitet.
1500 kehrte Vasco da Gama zurück nach Ostafrika und begann die arabische Konkurrenz von Mosambik bis zum heutigen Kenia mit militärischen Mitteln zu vertreiben. Die Portugiesen erschienen mit kanonenbewehrten Schiffen in den Häfen der Handelsstädte von Sofala bis Mombasa und verlangten von den jeweiligen Machthabern, dass sie sich zum Untertan der portugiesischen Krone erklärten. Wurde diese Forderung nicht erfüllt, dann wurde die Stadt geplündert. Die Portugiesen rechtfertigten ihren Handelskrieg als einen Kreuzzug gegen die Ungläubigen und schreckten vor Grausamkeiten nicht zurück. In der ersten Hälfte des 16. Jahrhunderts errichteten sie etliche befestigte Stützpunkte an der Küste Mosambiks. Auf der Ilha de Mozambique etwa ließ Afonso de Albuquerque 1508 unter großem Aufwand eine Festung (Fort San Sebastian) bauen, deren Steine einzeln nummeriert aus Portugal nach Ostafrika transportiert worden waren. Albuquerque war 1506 von König Emanuel I. zum zweiten Gouverneur aller portugiesischen Besitzungen in Asien, also Portugiesisch-Indiens ernannt worden. Von dort aus, genauer vom indischen Goa aus, wurden die portugiesischen Besitzungen in Mosambik und dem restlichen Ostafrika verwaltet. Die Reichtümer Indiens waren das Hauptziel der portugiesischen Eroberer, die Besitzungen in Mosambik im Wesentlichen Zwischenstationen nach Indien.
Hinzu kam hier allerdings das Gold von Munhumutapa als Ziel verschiedener portugiesischer Unternehmungen. Sie erhofften sich dort unermessliche Goldquellen, vergleichbar den Reichtümern, die die Spanier gleichzeitig aus ihren amerikanischen Besitzungen raubten. Sie begannen daher, sich auch im Landesinneren, näher am sagenhaften Goldreich festzusetzen, etwa 1537 mit der Eroberung von Tete am Sambesi. Eine großflächige Herrschaft übten die portugiesischen Händler und Söldner bis ins 19. Jahrhundert nicht aus. In der zweiten Hälfte des 16. Jahrhunderts unternahmen sie zwei große Expeditionen mit bis zu 1000 Freiwilligen (Söldnern), um die Goldquellen Munhumatapas und die Silberminen von Chicoa zu erobern. Sie scheiterten jedoch beide an dem für Europäer mörderischen Klima, bewaffnetem Widerstand und teilweise auch der innerportugiesischen Konkurrenz zwischen Expeditionsführer und dem „Kapitän“ von Mosambik. Sie mussten außerdem einsehen, dass Munhumutapa kein zweites El Dorado war. Die Goldminen wurden hier bereits seit Jahrhunderten ausgebeutet, und die Produktion ließ sich ohne erheblichen technischen Aufwand kaum steigern. Zu Beginn des 17. Jahrhunderts erschütterten Angriffe von außen wie innere Konflikte das Munhumutapa-Reich, das sich daraufhin in stärkere Abhängigkeit von den Portugiesen begab, eine dauerhafte Herrschaft übten diese dort jedoch nicht aus. Gegen Ende des 16. Jahrhunderts vernachlässigten die Portugiesen ihre afrikanischen Besitzungen zunehmend. Ab 1650 brachen die Herrscher des Sultanates von Oman die portugiesische Vorherrschaft nördlich von Mosambik, das nach der Eroberung von Mombasa durch die Omanis 1689 als letzter Teil ihres ostafrikanischen Herrschaftsgebietes übrigblieb. Der Nordteil des heutigen Mosambik blieb dabei von portugiesischer Kontrolle unberührt. Als europäische Konkurrenten traten bis 1800 die Niederländer auf, die 1721 in der Delagoa-Bucht beim heutigen Maputo eine Festung, das Fort Lydsaamheid errichteten, aber bereits 1730 wieder aufgaben.

### Innere Organisation der portugiesischen Besitzungen: Kapitäne undPrazos da Coroa

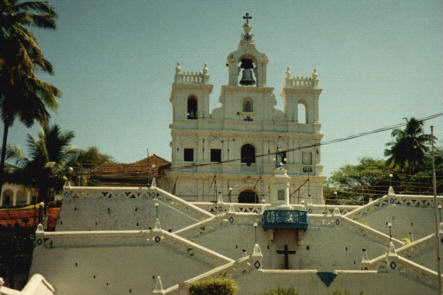
Kathedrale des portugiesischen Goa in Indien

Die von den Portugiesen tatsächlich beherrschten Orte wie Sofala, Sena oder Quelimane wurden ab 1505 jeweils einem „Kapitän“ unterstellt, der seine Herrschaft vor Ort recht selbstständig ausüben und aus diesem auf eine gewisse Zeit vergebenen Amt erhebliche Reichtümer ziehen konnte. Es kam häufig zu Konflikten zwischen einzelnen „Kapitänen“ oder zwischen der Krone und einem einzelnen Kapitän. Die Unterstellung dieser Kapitänate unter den Vizekönig im indischen Goa führte dazu, dass erhebliche Reichtümer aus Mosambik nach Goa flossen statt in die portugiesische Hauptstadt Lissabon. Ein weiterer Teil floss in die Taschen lokaler portugiesischer Händler, Abenteurer und Kriegsherren. Erst 1752 wurde die Verwaltung von Mosambik unter einem eigenen Generalkapitän für Mosambik unabhängig von Goa.
Kennzeichnend für die innere Organisation der portugiesischen Besitzungen in Mosambik war das System der Prazos da Coroa („Fristen der Krone“). Diese prazos waren eine Art Lehen, also ein Stück Land, das die portugiesische Krone an portugiesische Siedler oder auch an verdiente Einheimische vergab. Einheimische, die dieses Lehen vererben wollten, mussten allerdings eine Portugiesin / einen Portugiesen heiraten. Im prazo-System mischten sich feudale europäische Strukturen und afrikanische Herrschaftsformen. Die prazeiros lebten von der Arbeit ihrer Bauern und Sklaven oder von dem Ertrag ihrer Minen, die Rechtstitel wurden über die weibliche Linie vererbt. Hatten sie ihr prazo-Recht einmal erhalten, waren sie weitgehend unabhängig von der portugiesischen Krone wie von einheimischen Herrschern. Die prazeiros bildeten bald eine multiethnische Oberschicht aus Portugiesen, Afrikanern, Indern, Chinesen und Afro-Indo-Portugiesen. Hier mischten sich die Kulturen und Sozialsysteme von Afrika, Asien und Europa. Die prazeiros erhoben auch Steuern für den jeweiligen Distrikt und Abgaben für sich selbst. Einige Quellen definieren prazos auch als „Kleinstaaten im portugiesischen Mosambik“. Ab 1850 unternahmen die Portugiesen mehrere Militärexpeditionen, um afro-portugiesische prazeiros, die sich als Herrscher ihrer Gebiete betrachteten, militärisch zu unterwerfen. Das System hatte bis in die 1930er Jahre hinein Bestand.

### Sklavenhandel
Seit dem frühen Mittelalter dominierte der arabische Sklavenhandel die Ostküste Afrikas. Die von meist einheimischen Sklavenfängern an die Küste gebrachten Sklaven wurden gewöhnlich über See nordwärts in den Orient bis hin nach Indien verkauft. Später drangen vermehrt Europäer in die Straße von Mosambik ein und machten den arabischen Händlern Konkurrenz. So war bis zum 19. Jahrhundert der Sklavenhandel ein gewinnbringendes Geschäft in der Region. Neben den traditionellen orientalischen Abnehmern führten die Zuckerrohrplantagen auf den französischen Besitzungen im Indischen Ozean wie Réunion zu verstärkter Nachfrage, ab 1800 richtete sich der Menschenhandel vor allem auf das portugiesische Brasilien, aber auch auf Kuba und die Vereinigten Staaten aus. 1869 wurde der Sklavenhandel in den portugiesischen Gebieten offiziell verboten, der Schmuggel ging aber noch bis in die 1890er Jahre weiter. Verlässliche Zahlen über das Ausmaß des Menschenhandels gibt es nicht. Schätzungen sprechen von einer Million als Sklaven im 19. Jahrhundert aus Mosambik verschleppter Menschen. Es gab erhebliche innere Konflikte, da einige Stämme Opfer der Sklavenjagden waren, während andere sich an diesen Jagden beteiligten.

### „Nguni-Unruhen“ Anfang des 19. Jahrhunderts und territoriale Konsolidierung

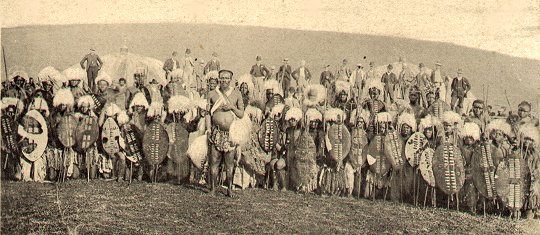
Zulukrieger auf einer Postkarte aus dem 19. Jahrhundert

Die militärische Expansion des Zulu-Reiches unter Shaka Zulu führte zu Beginn des 19. Jahrhunderts zur Mfecane, einer Völkerwanderung, die das gesamte südliche Afrika erfasste. Die unter dem Sammelbegriff Nguni zusammengefassten vertriebenen Bantuvölker fielen ab 1820 in Mosambik ein und eroberten unter Nxaba nahezu das gesamte Gebiet zwischen den Flüssen Limpopo und Sambesi, also das Herzstück der portugiesischen Kolonie. Als 1836 dieses Reich wieder zerfiel, entstanden unter Soshangane am Limpopo das Königreich Gaza, das bis in die 1890er Jahre bestehen blieb. Portugal übte bis Ende des 19. Jahrhunderts kaum effektive Kontrolle über seine „Kolonie“ aus. Die „Nguni-Unruhen“ und die Militärexpeditionen gegen unbotmäßige Lehnsherren im 19. Jahrhundert machten dies noch einmal offensichtlich. Erst in den 1870er Jahren begann der Versuch des portugiesischen Staates, direkte koloniale Herrschaft über Mosambik zu erlangen, verbunden mit dem Versuch Portugals, seine Kolonien Angola und Mosambik quer über Südafrika kolonial zu verbinden. Der Versuch scheiterte am britischen Widerstand. In den 1880er und 1890er Jahren schloss Portugal verschiedene Abkommen mit den Briten und Buren, die in etwa die Grenzen des heutigen Mosambiks absicherten.

### Die Kompanien ab 1890

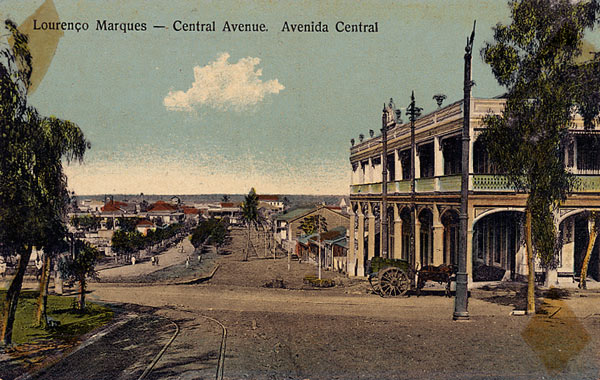
Lourenço Marques 1905, Postkarte mit englischer und portugiesischer Straßenbezeichnung

Portugal musste trotz der Wiedererlangung der Herrschaft über die Ngunigebiete einsehen, dass es wirtschaftlich nicht in der Lage war, die koloniale Ausbeutung Mosambiks effektiv zu organisieren, und vergab ab 1891 fast ein Drittel des Landes an zwei britisch dominierte Firmen. Die Companhia de Moçambique übernahm die Provinzen Manica und Sofala, die Niassa Company erhielt die Provinzen Niassa und Cabo Delgado. In diesen Gebieten überließ die Kolonialverwaltung den Kompanien für 50 Jahre gewisse Souveränitätsrechte. Zum Beispiel gab die Companhia de Moçambique eigene Briefmarken heraus und ließ Eisenbahnstrecken bauen. Hinzu kam im Gebiet Sena die Sena Sugar Estate, eine britische Zuckerrohrplantage. Grundlage der wirtschaftlichen Aktivitäten dieser Kompanien war die Zwangsarbeit. Die portugiesische Kolonie Mosambik war Ende des 19. Jahrhunderts damit weitgehend von britischem und südafrikanischem Kapital beherrscht, das britische Pfund war verbreiteter als der portugiesische Escudo und in den größten Städten, in Lourenço Marques und Beira, erschienen britische Zeitungen. Bezeichnend für die Lage der portugiesischen Kolonialmacht und das Kräfteverhältnis zwischen der alten Kolonialmacht Portugal und den neuen Mächten Großbritannien und Deutschland war der sogenannte Angola-Vertrag, in dem Deutschland und Großbritannien für den Fall einer erwarteten Zahlungsunfähigkeit Portugals schon einmal Angola und Mosambik per Vertrag säuberlich untereinander aufteilten.

### Wirtschaftliche Entwicklung der Kolonie

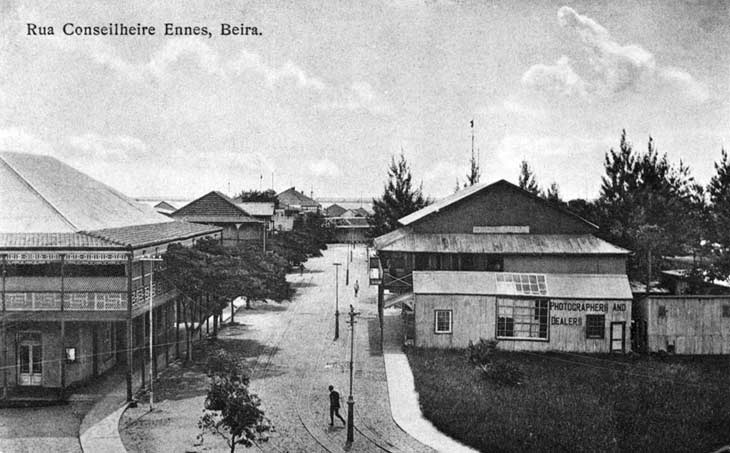
Ansicht der Stadt Beira 1905

Mosambik blieb auch im 20. Jahrhundert Rohstofflieferant im Interesse des „Mutterlandes“. Lieferte es ursprünglich Gold, Elfenbein und Sklaven, war es nun im Norden von einheimischen Bauern produzierte Baumwolle, im Zentrum des Landes auf Plantagen produzierter Zucker und Sisal. Der Süden lieferte vor allem Arbeitskräfte für die Bergwerke in Südafrika und im britischen Kupfergürtel (also dem heutigen Sambia). Die amtlichen Regularien für diesen Arbeitskräfteexodus finden sich u. a. im kolonialen Amtsblatt des Generalgouverneurs für die Provinz Mosambik, dem Boletim Official. Mosambikanische Arbeiter wurden in diese Gebiete und auch in das portugiesische São Tomé regelrecht verkauft. Mehrere hunderttausend Wanderarbeiter in Südafrika und Rhodesien erhielten dort nur 40 % ihres Lohnes ausgezahlt, der Rest ging über die Kolonialverwaltung nach Mosambik. Die Südafrikaner zahlten ab 1940 in Gold, die Kolonialverwaltung zahlte in Escudos aus und strich erhebliche Gewinne ein. Auch innerhalb der Kolonie waren Zwangsarbeit und Strafarbeit Grundlage der Ökonomie. Die Häfen von Lourenço Marques und 1898 auch Beira wurden Endpunkte von Eisenbahnstrecken aus den britischen Minengebieten. Das Land war ansonsten ein abgeschotteter Absatzmarkt für portugiesische Textil- und Agrarprodukte (Wein), die in Europa nicht konkurrenzfähig waren. Die Wirtschaft des Landes war damit komplett auf die Bedürfnisse der britischen Nachbarkolonien oder der portugiesischen Wirtschaft ausgerichtet. Einwanderer aus Portugal kamen ins Land und besetzten die mittleren Posten in Wirtschaft und Verwaltung, ein geringerer Teil ging in die Landwirtschaft. Chancen auf eine akzeptable Schulbildung hatten Einheimische nur über die katholischen Missionsschulen. Die wenigen Afrikaner, die eine bessere Position innerhalb des Systems erlangten, mussten dafür Kultur und Sprache der Kolonialherren annehmen. Aber auch die Zahl dieser Assimilados war gering.

### Politische Entwicklung der Kolonie bis 1960

Wappen von Portugiesisch-Ostafrika von 1935

Mit der Unterwerfung des letzten auf mosambikanischen Boden verbliebenen unabhängigen Nguni-Königreichs Gaza 1895 und den oben erwähnten Grenzabkommen mit Briten und Buren hatte Portugal formal die Kontrolle über das Gebiet des heutigen Mosambik: aufgeteilt in ein unter Militärherrschaft stehendes Gaza-Gebiet und weiten Regionen unter Kontrolle britischer Kompagnien. Der Sturz der Monarchie in Portugal 1910 und die Ausrufung der Republik veränderte das politische Klima und brachte eine vergrößerte Autonomie der Kolonien mit sich. Hatte sich kritischer Geist in Portugiesisch-Ostafrika unter Afrikanern und Afro-Portugiesen in literarischer Form, in Zeitschriften und Zeitungen geäußert, entstanden nun mehrere politische Gruppen, darunter 1910 die Liga Africana und 1921 der Partido Nacional Africano. Der Eintritt Portugals in den Ersten Weltkrieg auf Seiten der Alliierten (der „Entente“) 1916 bedeutete allerdings verschärfte Zwangsrekrutierungen für Arbeits- und Militärdienste. Ab 1917 wurde Mosambik zu einem der Schlachtfelder des Ersten Weltkriegs. Die deutschen Kolonialtruppen unter General Paul von Lettow-Vorbeck rückte nach einem gescheiterten Invasionsversuch portugiesischer Truppen im benachbarten Deutsch-Ostafrika nun selbst in den Norden Mosambiks ein und nutzte diesen als Operationsbasis. Als Ausgleich für die dortigen Kriegszerstörungen erhielt Portugal durch das Versailler Abkommen das Kionga-Dreieck als Teil seiner Kolonie Portugiesisch-Ostafrika zugesprochen.
1926 wurde auch die Republik in einem Umsturz beseitigt und der diktatorische Estado Novo setzte eindeutige Prioritäten in der Kolonialpolitik. Die Kolonien sollten als Rohstofflieferanten und als Absatzmärkte die Wirtschaft des Mutterlandes unterstützen. Politische Gruppen, die Streiks oder Demonstrationen organisierten, wurden brutal unterdrückt. In den 1950er Jahren erhielten die portugiesischen Kolonien das Recht auf eine Vertretung im Parlament von Lissabon und in den 1960er und 1970er Jahren kam es unter internationalem Druck zu gewissen Liberalisierungen. 1970 durften erstmals alle Mosambikaner, die Portugiesisch in Wort und Schrift beherrschten, zur Wahl gehen. Von den 1 Million Menschen, die diese Voraussetzungen erfüllten, ließen sich allerdings nur 111.000 in die Wählerlisten einschreiben. An eine Entkolonialisierung, wie sie gleichzeitig fast überall im übrigen Afrika stattfand, dachten die herrschenden Diktatoren in Portugal jedoch nicht.
Vor 1961 war das Wahlrecht zu den Wahlen für das portugiesische Parlament und die verschiedenen kolonialen legislativen Versammlungen beschränkt: Es durften kaum Einheimische wählen. 1961 erhielten alle Bürgerinnen und Bürger der Kolonien die portugiesische Staatsangehörigkeit und konnten in lokalen und Stadtratswahlen abstimmen. Trotzdem hatten Europäer immer noch mehr Bürgerrechte als die nichteuropäische Bevölkerung.

### Gründung der FRELIMO und Befreiungskampf

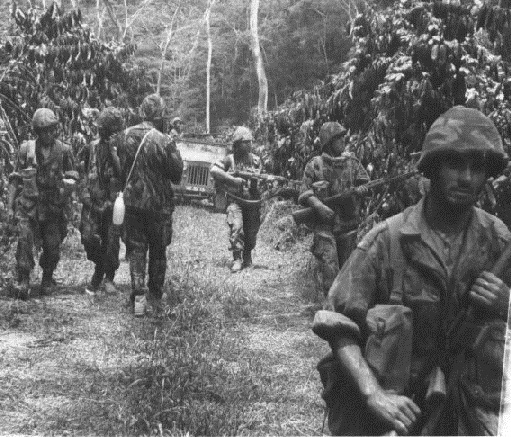
Portugiesische Soldaten im Kolonialkrieg

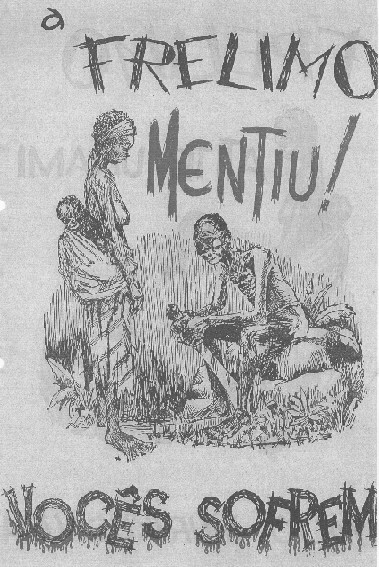
Portugiesisches Propagandaplakat: Frelimo hat gelogen – ihr leidet

In dieser Situation, in der keine Hoffnung bestand, dass der portugiesische Staat seine Kolonien freiwillig in die Unabhängigkeit entlassen würde, gründete sich 1962 als Befreiungsfront Frente de Libertação de Moçambique, abgekürzt FRELIMO, aus mehreren in- und ausländischen Aktionsgruppen, die langjährige Erfahrungen mit der ökonomischen und sozialen Unterdrückung des portugiesischen Kolonialsystems gemacht hatten. Zu ihrer Gründung führten die Arbeitsverhältnisse unter den Zwangsarbeitern (chibalo-Arbeiter) der Sisalplantagen, die Lage der Genossenschaften des kleinbäuerlichen Agrarsektors, die Bekämpfung der erfolgreichen Afrikanischen Freiwilligen Baumwoll-Genossenschaft von Mosambik (SAAVM, 1957 gegründet) durch die Regionalverwaltungen, das Massaker von Mueda unter demonstrierenden Landarbeitern sowie die wachsende Unzufriedenheit im Süden des Landes unter Dockarbeitern und Krankenpflegern. Wichtige Organisationen der Mosambikaner erlebten ihre Gründung im benachbarten Ausland und von einigen wurde Daressalam zum organisatorischen Zentrum ihrer Arbeit. Julius Nyerere ermutigte solche Organisationen zum Zusammenschluss, der schließlich am 25. Juni 1962 in Daressalam zur Frente da Libertação de Moçambique vollzogen wurde. Erster Präsident der FRELIMO wurde Eduardo Mondlane. Trotzdem blieb sie zunächst ein Komplex loser miteinander agierender aber auch sich gegenseitig misstrauender Gruppierungen. Interne Zerrissenheit und Konkurrenzen führten während der ersten drei Jahre zu einem großen Mitgliederverlust, ungeachtet dessen war die Organisation der politische Anker für aus dem Land geflohene Oppositionelle. Die auseinanderstrebenden Kräfte veranlasste Mitte 1965 die Regierung von Sambia sie zu einer Konferenz einzuladen. Mondlane nahm daran teil, verließ sie jedoch vorzeitig, da einige wichtige Akteure es abgelehnt hatten, sich der FRELIMO wieder anzuschließen. Die Konferenz endete mit der Gründung der COREMO, eine Organisation mit programmatischer Nähe zur UNITA und zum PAC. Ein durchschlagender Erfolg von COREMO blieb jedoch aus, was sich später mit der Unabhängigkeit Mosambiks vorteilhaft für die FRELIMO auswirkte.
1964 begann FRELIMO mit dem bewaffneten Kampf und konnte bald einige militärische Erfolge erzielen, die zu massiven Gegenschlägen der portugiesischen Armee führten. Von Beginn an hatte es innerhalb von FRELIMO interne Konflikte gegeben, die nach ersten militärischen Erfolgen der Kolonialarmee eskalierten und 1968 zur Ermordung führender Mitglieder der Organisation durch eigene Leute führten. 1969 wurde Mondlane durch einen Briefbombenanschlag der portugiesischen Geheimpolizei PIDE getötet. Dennoch konnte FRELIMO sogenannte „Befreite Zonen“ errichten. Besonders umkämpft war die Cabora-Bassa-Talsperre, die schließlich von bis zu 20.000 Mann auf Seiten der Portugiesen gegen FRELIMO-Stoßtrupps verteidigt wurde. Die koloniale Kriegsführung wurde zunehmend brutaler und die europäische Öffentlichkeit und auch Teile der katholischen Kirche gingen auf Distanz zur Kolonialmacht. Zum Symbol dieser Brutalität wurde das Massaker der Kolonialtruppen an den Bewohnern des Dorfes Wiriyamu. In den 1970er Jahren standen 65.000 bis 70.000 Mann auf portugiesischer Seite im Kriegseinsatz gegen eine Guerilla von etwa 8.000 bis 10.000 Mann.
Erst der Sturz des portugiesischen Diktators Caetano (die sogenannte Nelkenrevolution) brachte die Entscheidung. Die neue demokratische Regierung beschloss die baldmögliche Unabhängigkeit sämtlicher portugiesischer Kolonien. Das Abkommen von Lusaka am 7. September 1974 beendete den Kolonialkrieg in Mosambik durch einen sofortigen Waffenstillstand. Am 25. Juni 1975 wurde die Unabhängigkeit der Volksrepublik Mosambik ausgerufen.

## Mosambik seit der Unabhängigkeit
Mit der Unabhängigkeit wurde am 25. Juni 1975 das allgemeine aktive und passive Wahlrecht eingeführt. Damit war auch das allgemeine Frauenwahlrecht erreicht.
Samora Machel wurde der erste Staatspräsident, jedoch nicht durch allgemeine Wahlen. 1986 starb der FRELIMO-Präsident bei einem bis heute nicht aufgeklärten Flugzeugabsturz in den Lebombobergen. In den FRELIMO setzten sich die marxistischen Kräfte durch. Ein Monat nach dem Unabhängigkeitstag, dem 25. Juni 1975, kam es zur Verstaatlichung des Rechts-, Bildungs- und Gesundheitssystems sowie von Bestattungsunternehmen. Ein großer Teil des Sozialwesens ging in eine staatliche Verwaltung über, weil eine Fortführung auf zweigleisiger Basis nicht erwünscht war. Privat blieben dagegen Produktionsbetriebe und Finanzinstitutionen. Trotzdem verloren zahlreiche akademische Berufsgruppen ihre freie Erwerbsbasis und Immobilienspekulationen wurden hierbei unterbunden. Landeigentum verblieb nur noch in den Händen von Einzelpersonen zur Eigennutzung. Diese Verhältnisse lösten eine Flucht vorrangig der Portugiesen ins Ausland aus, jedoch auch zahlreiche Asiaten und Mosambikaner verließen das Land. Es verblieben manche Weiße im Land, von denen sich einige im politisch-wirtschaftlichen Chaos an den Repressionen gegen europäischstämmige Bewohner beteiligten, wie im bekannten Fall des Jorge Costa (baute die Polizei und den Geheimdienst auf), und auf diese Weise die Auswanderungstendenz noch weiter verstärkten. Durch die massive Abwanderung entstanden enorme volkswirtschaftliche Probleme. Die Bauwirtschaft und der Tourismus kam nahezu zum Stillstand. Völlig unvorbereitet traf es Betriebe, bei denen der Eigentümer „über Nacht“ floh und die Belegschaft nur teilweise oder nicht zu deren Fortführung in der Lage war. Die Situation erzwang ein staatliches Eingreifen, „Intervention“ genannt, das die situationsspezifische Art eines Konkursverfahrens darstellte.
Bis zum dritten Parteikongress der FRELIMO im Jahre 1977 verstaatlichte die Regierung Versicherungsgesellschaften, einige Großbetriebe und viele Banken, in ländlichen Gebieten gründeten sich landwirtschaftliche Produktionsgenossenschaften. Die Übernahme von vorherigen privaten Industrieunternehmen erfolgte auch wegen des Verlustes von Personal und die Überführung der Banken in die staatliche Bank von Mosambik sowie in die neu errichtete Entwicklungsbank des Volkes geschah nicht nur aus politischen Erwägungen, sondern auch wegen eines zuvor gelaufenen illegalen Kapitalexports. Die in britischem und portugiesischem Eigentum befindliche Banco Standard Totta de Mozambique war auch weiterhin ein privates Unternehmen. Andere funktionierende Privatunternehmen blieben ebenso unberücksichtigt.
Die neue Regierung unterhielt zunächst gute Beziehungen zur DDR und anderen sozialistischen Ländern. Aus der DDR wurden auch Fachkräfte und Entwicklungshilfe nach Mosambik entsandt, während gleichzeitig mosambikanische Bürger als Vertragsarbeiter oder zur Ausbildung in die DDR gingen. Doch die Abwanderung europäischer Fachkräfte, vorwiegend Portugiesen, schwächte die Wirtschaft des Landes empfindlich. Mitte der 1970er Jahre entstand eine neue Widerstandsbewegung, die durch Südafrika und Rhodesien unterstützt wurde – die Resistência Nacional Moçambicana (RENAMO). Im Gegensatz beispielsweise zur angolanischen UNITA hatte die erst nach der Unabhängigkeit entstandene RENAMO niemals gegen die portugiesische Kolonialmacht gekämpft und daher wenig Rückhalt in der mosambikanischen Opposition.
Das Land verfiel 1976 dennoch in einen 16-jährigen Bürgerkrieg zwischen FRELIMO und RENAMO, der fast zu einem wirtschaftlichen Zusammenbruch führte. Mosambik erhielt Unterstützung z. B. nach 1980 von Simbabwe (ehemals Rhodesien), das 10.000 Soldaten zur Sicherung des Beira-Korridors entsandte. Im Land befanden sich 1983 außerdem 750 Militärberater und Ausbilder aus Kuba, 600 aus der Sowjetunion und 100 aus der DDR. Ferner hielten sich im Land Entwicklungshelfer der DDR auf. Im Verlaufe des Anschlags von Unango im Jahre 1984 kamen einige von ihnen ums Leben. Die Friedensverhandlungen für Mosambik fanden vom Juli 1990 bis Oktober 1992 unter Leitung der katholischen Gemeinschaft Sant’Egidio in Rom statt. Aus der Volksrepublik Mosambik wurde im Dezember 1990 die Republik Mosambik.
Nach Beendigung des Bürgerkriegs mit über 900.000 Toten und 1,7 Millionen geflüchteten Menschen konnte das Land mit Hilfe von UN-Friedenstruppen stabilisiert und die erste Oppositionspartei gegründet werden.

Die erste Flagge des unabhängigen Mosambik

Seit 1995 ist Mosambik neben Ruanda das einzige Mitglied des Commonwealth of Nations, welches nicht ehemals britische Kolonie gewesen ist. Die Auswanderung der Weißen in großem Ausmaß, die wirtschaftliche Abhängigkeit von Südafrika, eine anhaltende Dürre und der langgezogene Bürgerkrieg behinderten die wirtschaftliche Entwicklung des Landes. Seit der Abkehr vom Marxismus-Leninismus und der Einparteienherrschaft der FRELIMO hat sich die RENAMO als politische Partei etabliert und stellt seit 1994 die parlamentarische Opposition im Lande. Die ersten demokratischen Wahlen wurden unter der Aufsicht von ONUMOZ im Oktober 1994 gehalten. Aus ihr ging die Festigung der alten Regierung hervor und RENAMO akzeptierte, nachdem Druck von Anrainer-Staaten ausgeübt worden war, die Sitze im Parlament, womit sie die Opposition bildete. Im Februar des Jahres 2000 führen schwere Regenfälle zu einer Flutkatastrophe, die zahlreiche Menschenleben fordert, ein Rückschlag für das aufstrebende Land.
Im Oktober 2013 nährten Berichte über zunehmende Kämpfe zwischen den ehemaligen Bürgerkriegsparteien die Furcht vor einer Aufkündigung des Friedensabkommens von 1992 – zumindest kündigte ein Sprecher der RENAMO dies als mögliche Konsequenz der Einnahme des RENAMO-Hauptquartiers nahe Gorongosa durch Regierungstruppen an. 2014 wurde Filipe Nyusi (FRELIMO) zum neuen Präsidenten gewählt. Im März und April 2019 forderten die Zyklone Idai und Kenneth zahlreiche Opfer. Am 6. August 2019 schlossen FRELIMO und RENAMO im Beisein zahlreicher afrikanischer Staatsoberhäupter ein Friedensabkommen.
Seit Oktober 2017 agiert die dschihadistische Gruppe Al-Sunnah wa Jamaah in der Provinz Cabo Delgado im Norden des Landes. Bis Februar 2020 töteten sie rund 600 Sicherheitskräfte und Zivilisten.